# Coppa del Re 2015 (hockey su pista)
La Coppa del Re 2015 è stata la 72ª edizione della principale coppa nazionale spagnola di hockey su pista. La competizione ha avuto luogo con la formula della final eight dal 26 febbraio al 1º marzo 2015 presso il Pavelló d'Esports di Blanes.
Il trofeo è stato conquistato dal Vic per la quarta volta nella sua storia superando in finale il Barcellona.

## Squadre partecipanti
Le squadre qualificate sono le prime otto classificate al termine del girone di andata dell'OK Liga 2014-2015.
| Club            | Qualificazione                             |
| --------------- | ------------------------------------------ |
| Barcellona      | 1º posto nel girone di andata dell'Ok Liga |
| Liceo La Coruña | 2º posto nel girone di andata dell'Ok Liga |
| Vic             | 3º posto nel girone di andata dell'Ok Liga |
| Voltregà        | 4º posto nel girone di andata dell'Ok Liga |
| Reus Deportiu   | 5º posto nel girone di andata dell'Ok Liga |
| Vendrell        | 6º posto nel girone di andata dell'Ok Liga |
| Cerceda         | 7º posto nel girone di andata dell'Ok Liga |
| PAS Alcoy       | 8º posto nel girone di andata dell'Ok Liga |

## Risultati

### Quarti di finale
| Squadra 1        | Risultato | Squadra 2     |
| ---------------- | --------- | ------------- |
| 26 febbraio 2015 |           |               |
| Vic              | 6 - 3     | Vendrell      |
| Liceo La Coruña  | 8 - 1     | Cerceda       |
| 27 febbraio 2015 |           |               |
| Barcellona       | 3 - 2     | PAS Alcoy     |
| Voltregà         | 3 - 2     | Reus Deportiu |

### Semifinali
| Squadra 1        | Risultato | Squadra 2       |
| ---------------- | --------- | --------------- |
| 28 febbraio 2015 |           |                 |
| Vic              | 2 - 1     | Liceo La Coruña |
| Barcellona       | 4 - 3     | Voltregà        |

### Finale
| Blanes 1º marzo 2015 | Barcellona | 1 – 2 | Vic | Pavelló d'Esports |